# Herb gminy Biała (województwo łódzkie)
Herb gminy Biała – symbol gminy Biała.

## Wygląd i symbolika
Herb przedstawia na tarczy w polu czerwonym skos srebrny; nad nim takiż inicjał B, pod nim takaż szabla tzw. batorówkę w skos.